# Canale Britannico
Il canale Britannico (in inglese British Channel; in russo Британский канал? Britanskij kanal) è uno stretto situato nell'arcipelago Terra di Francesco Giuseppe, in Russia. È parte del mare di Barents. Amministrativamente si trova nell'oblast' di Arcangelo del Distretto Federale Nordoccidentale. 

## Geografia
Lo stretto è uno spartiacque tra le parti occidentali e centrali dell'arcipelago della Terra di Francesco Giuseppe: divide l'isola Terra del Principe Giorgio (a ovest) dalle isole di Hooker, Koetlitz e Luigi (a est). A sud lo stretto De-Bruyne (пролив Де-Брюйне), che si trova fra le l'isola di Hooker e l'isola di Northbrook e lo stretto Nightingale (пролив Найтингейл), situato tra la Terra del Principe Giorgio e l'isola di Bruce, mettono in comunicazione il canale Britannico con il mare di Barents. A nord, il canale si apre sullo spazio aperto del mare della Regina Vittoria (Queen Victoria Sea), che divide le Svalbard dalla Terra di Francesco Giuseppe ed è parte dell'Oceano Artico. La massima profondità nello stretto è di 522 m nella zona tra le isole di Koetlitz e Terra del Principe Giorgio.